# 다키우치촌
다키우치촌(滝内村)은 아오모리현 히가시쓰가루군에 있던 촌이다.

## 연혁
- 1889년 4월 1일 - 정촌제 시행에 의해 히가시쓰가루군 니시타키촌, 산나이촌, 마고우치촌, 오키다테촌, 후루카와촌, 닛타촌, 나미다테촌, 이와와타리촌과 합병해 다키우치촌을 발족하였다.
- 1951년 4월 1일 - 아오모리시에 편입되어 소멸하였다.